# Gilles Picard
Gilles Picard (Nancy, 19 marzo 1955) è un pilota motociclistico e copilota di rally francese ritiratosi dall'attività agonistica.

## Carriera
Specializzato nei rally raid, vincitore di due Rally Dakar come navigatore (1998 con Jean-Pierre Fontenay e 2005 con Luc Alphand). Dopo aver cominciato la carriera motociclistica nell'enduro nel 1973, nel 1992, all'età di 37 anni si ritira delle competizioni agonistiche concludendo al 6º posto la Parigi-Città del Capo di quell'anno, l'anno successivo inizia la sua carriera di navigatore, che gli darà successi ancora maggiori. Vincitore del Rally di Tunisia sia in moto (1986) che in auto, come co-pilota (2005).

## Palmarès

### Rally Dakar
Prima di diventare un co-pilota vincente, fino a 37 anni aveva partecipato ad otto edizioni della Dakar, ottenendo sei vittorie di tappa e un 4º posto come miglior piazzamento finale.
| Anno | Categoria | Mezzo         | Pilota               | Pos. |
| ---- | --------- | ------------- | -------------------- | ---- |
| 1985 | Moto      | Ligier-Cagiva |                      | 12º  |
| 1986 | Moto      | Cagiva        | 12º                  |      |
| 1987 | Moto      | Cagiva        | Rit.                 |      |
| 1988 | Moto      | Cagiva        | Rit.                 |      |
| 1989 | Moto      | Cagiva        | Rit.                 |      |
| 1990 | Moto      | Yamaha        | 4º                   |      |
| 1991 | Moto      | Yamaha        | 6º                   |      |
| 1992 | Moto      | Cagiva        | Rit.                 |      |
| 1993 | Auto      | Citroën       | Hubert Auriol        | 3º   |
| 1994 | Auto      | Citroën       | Hubert Auriol        | 2º   |
| 1995 | Auto      | Citroën       | Ari Vatanen          | Rit. |
| 1996 | Auto      | Citroën       | Ari Vatanen          | 4º   |
| 1997 | Auto      | Nissan        | Josep Maria Servia   | 6º   |
| 1998 | Auto      | Mitsubishi    | Jean-Pierre Fontenay | 1º   |
| 1999 | Auto      | Mitsubishi    | Jean-Pierre Fontenay | 2º   |
| 2000 | Auto      | Mitsubishi    | Jean-Pierre Fontenay | 3º   |
| 2001 | Auto      | Mitsubishi    | Jean-Pierre Fontenay | 6º   |
| 2002 | Auto      | Mitsubishi    | Jean-Pierre Fontenay | 4º   |
| 2003 | Auto      | Mitsubishi    | Jean-Pierre Fontenay | 2º   |
| 2004 | Auto      | Mitsubishi    | Hiroshi Masuoka      | 2º   |
| 2005 | Auto      | Mitsubishi    | Luc Alphand          | 2º   |
| 2006 | Auto      | Mitsubishi    | Luc Alphand          | 1º   |
| 2007 | Auto      | Mitsubishi    | Luc Alphand          | 2º   |
| 2009 | Auto      | Mitsubishi    | Luc Alphand          | Rit. |
| 2011 | Auto      | Nissan        | Nani Roma            | Rit. |

### Altri risultati

#### Moto
1986
- al Rally di Tunisia su SWM

#### Auto
2005
- al Rally di Tunisia con Luc Alphand